# Antipassif
L'antipassif est une diathèse dans laquelle le verbe d'une phrase transitive acquiert les caractéristiques d'un verbe intransitif.  Cette nouvelle phrase a le même sujet ou agent  et le verbe a la même signification lexicale que dans la phrase transitive correspondante, mais l'objet ou le patient  de la phrase transitive se trouve omis ou réduit à une fonction secondaire (cas oblique). On parle d'une destitution de l'objet, de même que la diathèse passive entraîne la destitution de l'agent sujet et la promotion du patient objet. Le verbe de la construction antipassive est souvent doté d'une marque (spécifique ou non) indiquant l'antipassif. D'abord présentée comme un processus symétrique pour les langues ergatives du passif pour les langues accusatives, elle est apparue comme une de leurs particularités, mais l'existence de formes passives dans les langues ergatives a prouvé que les deux diathèses n'étaient pas incompatibles et a conduit des études plus récentes à montrer que certaines langues accusatives présentaient aussi, mais de façon plus restrictive, des formes d'antipassif. 
Les antipassifs présentent des caractéristiques formelles et fonctionnelles différentes dans les langues qui recourent à cette diathèse. De façon générale en mettant l'accent sur l'agent (A) au détriment du patient/objet (P), elle peut selon les langues permettre la focalisation (rhématisation) de l'agent, présenter l'action comme inaccomplie, faire de (P) un élément indéfini ou générique. Cette construction peut être rendue nécessaire parce que la langue comme le soninké ne permet pas d'employer un verbe transitif sans objet (P) ou , emploi beaucoup plus rare et inattendu,considère comme désobligeant de placer une première personne en position de (P) comme le puma, langue sino-tibétaine ou le matses, langue d'Amazonie.

## Exemple
Voici un exemple en k'iche'  , langue de la famille maya , à  alignement de type ergatif  :
Phrase transitive
| K'iche'  | X-ki-loq'                      | ixiim                          | ri                             | ixoqi-ib'.                     |                                |
| Analyse  | Accompli-3.Pl.ERG- acheter     | maïs                           | les                            | femme Pl.                      |                                |
| Français | Les femmes ont acheté du maïs. | Les femmes ont acheté du maïs. | Les femmes ont acheté du maïs. | Les femmes ont acheté du maïs. | Les femmes ont acheté du maïs. |

La forme verbale s'accorde au sujet par l'infixe -ki-, marque de l'ergatif à la troisième personne du pluriel. À la troisième personne du singulier, il n'y a pas de morphème indiquant la présence d'un complément à l'absolutif, ce qui serait le cas si le complément était un pronom de première ou deuxième personne, le verbe s'accordant à la fois avec son sujet et avec son complément.
Diathèse antipassive (Rétrogradation de l'objet)
| K'iche'  | Aree                                      | ri                                        | ixoqi-ib'                                 | x-e-loq'-ow                               | r-eech                                    | ri                                        | ixiim                                     |                                           |
| Analyse  | Focalisateur                              | les                                       | femme Pl.                                 | Accompli-3.Pl.ABS.- acheter - Antipassif  | 3 Sing-pour                               | le                                        | maïs                                      |                                           |
| Français | Ce sont les femmes qui ont acheté le maïs | Ce sont les femmes qui ont acheté le maïs | Ce sont les femmes qui ont acheté le maïs | Ce sont les femmes qui ont acheté le maïs | Ce sont les femmes qui ont acheté le maïs | Ce sont les femmes qui ont acheté le maïs | Ce sont les femmes qui ont acheté le maïs | Ce sont les femmes qui ont acheté le maïs |

L'agent (ri  ixoqiib', les femmes ) est focalisé par l'emploi du démonstratif aree , ce qui rend nécessaire en k'iche' le recours à l'antipassif indiqué par le suffixe verbal -ow ; l'objet (ri ixiim, « le maïs ») est mis au cas oblique en étant introduit par la locution prépositionnelle reech.
Diathèse antipassive (Suppression de l'objet)
| K'iche'  | X-e-loq'-on                              | ri                             | ixoqiib'                       |                                |
| Analyse  | Accompli-3.Pl.ABS.- acheter - Antipassif | les                            | femmes                         |                                |
| Français | Les femmes ont fait des achats           | Les femmes ont fait des achats | Les femmes ont fait des achats | Les femmes ont fait des achats |

La forme verbale s'accorde au sujet par la présence de l'infixe -e-, marque de l'absolutif à la troisième personne du pluriel . L'utilisation intransitive d'un verbe transitif rend nécessaire l'addition du suffixe de l'antipassif -on.

## Historique de la notion
L'antipassif est une notion linguistique récente, dont la dénomination contestable tient au fait que cette construction a d'abord été mise en évidence dans les langues ergatives. Même si cette structure avait été repérée par le linguiste polonais, Jerzy Kuryłowicz dès 1946 et par des chercheurs russes dans les années 2000, c'est à Michael Silverstein qu'on attribue l'invention du terme qu'il emploie en 1972 dans un exposé sur le chinook. Selon sa définition, l'antipassif est une forme symétrique du passif propre aux langues ergatives. L'antipassif efface l'objet de la construction transitive, et le passif efface son sujet dans sa description du chinook :
I have termed this -ki- form the ANTIPASSIVE construction, playing upon its inverse equivalence to a passive of accusative languages, because the sense is clearly equivalent to a transitive, though the form is intransitive with the grammatical function of the remaining NP reversed (ergator becomes non-ergator)  
(« J'ai appelé cette forme en -ki- la construction ANTIPASSIVE, en jouant sur son équivalence inverse à un passif des langues accusatives, parce que le sens est clairement équivalent à un transitif, bien que la forme soit intransitive, avec la fonction grammaticale du groupe nominal restant inversée ( l'ergateur devient non-ergateur »). 
Des études plus récentes ont conduit à abandonner ce parallélisme. Il est exact que l'antipassif est plus fréquent dans les langues de type ergatif, mais celles-ci peuvent connaître aussi des constructions passives, de même que certaines langues de type accusatif ont des constructions antipassives. Il se trouve simplement qu'elles sont plus facilement repérables dans les langues ergative où l'agent, sujet du verbe intransitif, donc d'un verbe à la forme antipassive, se distingue par son cas, l'absolutif, de l'agent, sujet d'un verbe transitif, mis à l'ergatif. Par ailleurs, certaines constructions sont décrites en des termes qui remontent à une période antérieure à la formulation de la notion d'antipassif.
C'est le cas des préfixes d'objet indéterminé du Nahuatl, langue à alignement accusatif, -tē- et -tlā- incorporés nécessairement à un verbe transitif dépourvu de complément d'objet.